# كارل ألين (أستاذ جامعي)
كارل ألين (بالإنجليزية: Carl Allen)‏ هو عازف جاز أمريكي، ولد في 25 أبريل 1961 في ميلواكي في الولايات المتحدة.

## وصلات خارجية
- كارل ألين على موقع ميوزك برينز (الإنجليزية)
- كارل ألين على موقع أول ميوزيك (الإنجليزية)
- كارل ألين على موقع ديسكوغز (الإنجليزية)